# Filippo Antonio Gualterio (politico)
Filippo Antonio Gualterio (Orvieto, 6 agosto 1819 – Roma, 10 febbraio 1874) è stato un politico e storico italiano, senatore del Regno.

## Biografia
Fu ministro dell'interno del Regno d'Italia nel Governo Menabrea I (1867-1868) e successivamente Ministro della Real Casa.
Altre cariche ricoperte nel corso della carriera politica furono quelle d'intendente generale di Perugia (17 dicembre 1860 - 13 marzo 1862) e di prefetto di varie città: Genova (11 gennaio 1863-26 marzo 1865), Palermo (26 marzo 1865-9 aprile 1866) e Napoli (9 aprile 1866-28 luglio 1867). Fu inoltre regio commissario di Perugia e Orvieto dal settembre 1860.

## Riconoscimenti
Gli è intitolato il liceo ginnasio statale di Orvieto e contribuì grandemente al sorgere della Casa Editrice Barbèra.

## Curiosità
- Egli affermò in una delle sue opere: «il popolo che abitava l'Italia meridionale (ex Regno delle Due Sicilie) era separato dal progresso non per motivi storici ma "per diversità razziale"».[2]
- La prima volta che il termine "mafia" compare ufficialmente accostato al senso tuttora in uso di organizzazione malavitosa o malavita organizzata è in un suo rapporto del 1865, quando era capo procuratore di Palermo.[3]

## Opere
- Gli ultimi rivolgimenti italiani, 1852